# Věta o translaci
Věta o translaci (anglicky shift theorem) je matematická věta o polynomiálních diferenciálních operátorech (D-operátorech) a exponenciálních funkcích. V určitých případech umožňuje vytýkat exponenciální funkce před D-operátor.

## Tvrzení
Věta o translaci říká, že jestliže P(D) je polynomiální D-operátor, pak pro libovolnou dostatečně derivovatelnou funkci y platí
{\displaystyle P(D)(e^{ax}y)\equiv e^{ax}P(D+a)y.\,}

## Důkaz
Pro důkaz použijeme matematickou indukci. Stačí dokázat pouze speciální případ
{\displaystyle P(D)=D^{n}\,}
protože obecný výsledek z něho vyplývá díky linearitě D-operátorů.
Tvrzení je zřejmě pravdivé pro n = 1, protože
{\displaystyle D(e^{ax}y)=e^{ax}(D+a)y.\,}
Pro důkaz matematickou indukcí budeme předpokládat, že tvrzení je pravdivé pro n = k, tj.
{\displaystyle D^{k}(e^{ax}y)=e^{ax}(D+a)^{k}y.\,}
Pak
{\displaystyle {\begin{aligned}D^{k+1}(e^{ax}y)&\equiv {\frac {d}{dx}}\{e^{ax}(D+a)^{k}y\}\\&{}=e^{ax}{\frac {d}{dx}}\{(D+a)^{k}y\}+ae^{ax}\{(D+a)^{k}y\}\\&{}=e^{ax}\left\{\left({\frac {d}{dx}}+a\right)(D+a)^{k}y\right\}\\&{}=e^{ax}(D+a)^{k+1}y.\end{aligned}}}
Což uzavírá důkaz.

## Další použití
Větu o translaci lze použít i pro inverzní operátory:
{\displaystyle {\frac {1}{P(D)}}(e^{ax}y)=e^{ax}{\frac {1}{P(D+a)}}y.\,}
Existuje podobná verze věty o translaci pro Laplaceovy transformace ({\displaystyle t<a}):
{\displaystyle \scriptstyle {\mathcal {L}}(e^{v}f(t))=\scriptstyle {\mathcal {L}}(f(t-a)).\,}